# 太公 (田斉)
太公（たいこう、? - 紀元前385年、在位：紀元前386年 - 紀元前385年）は、中国戦国時代の田斉の初代君主。姓は嬀、氏は田、諱は和。田白の子。陳完の10世の孫にあたる。

## 略歴
宣公・康公の2代にわたって斉の宰相であったが、前391年、康公を追放し、自ら斉公を名乗った。
紀元前386年、田和は周の安王によって諸侯に列せられ、正式に斉の君主となった。以後の斉を、それ以前の斉（姜斉）と区別して田斉と称する。
前379年に康公が死去し、太公望（呂尚、姜斉の太公）以来の姜氏の家系は断絶した。これにより、斉の支配権は完全に田氏に移ることとなった。